# Сабуров, Андрей Иванович
Андрей Иванович Сабуров (30 июля (10 августа) 1797, Тамбовская губерния — 15 (27) февраля 1866, Санкт-Петербург) — русский придворный и театральный деятель, камергер и обер-гофмейстер из дворянского рода Сабуровых. Почётный член Санкт-Петербургского Филармонического общества (1858). Директор Императорских театров (1858—1862).

## Биография
Происходил из дворянского рода Сабуровых. Родился 30 июля (10 августа) 1797 года в семье тамбовского губернского предводителя дворянства (1806—1810) надворного советника Ивана Михайловича Сабурова. Братья: Александр (1799—1880) — офицер лейб-гвардии Гусарского полка, член Северного декабристского общества, и Яков (1798—1858) — писатель-очеркист, тамбовский уездный предводитель дворянства. Племянники: Пётр (1835—1918) — дипломат, посол в Берлине и Андрей (1837—1916) — министр народного просвещения Российской империи, статс-секретарь.
На военной службе с 19 мая 1815 года. С 29 мая 1816 по 1827 год служил офицером Гусарского лейб-гвардии полка. В чине ротмистра гвардии в 1825—1827 годах был адъютантом военного министра графа А. И. Татищева. В 1828 году вышел в отставку в чине полковника и поступил на службу по Министерству финансов с производством в чин статского советника, занимал должность чиновника по особым поручениям при министре финансов графе Е. Ф. Канкрине.
В 1839 года произведён в звание камергера. 17 октября 1841 года был произведён в чин действительного статского советника. В 1845 году был удостоен придворного чина церемониймейстера и по этому чину стал членом Капитула Российских императорских и царских орденов. 29 марта 1852 года был произведён в придворный чин гофмейстера, состоящий во вторых чинах Двора Его Императорского Величества с назначением управляющим гофмейстерской частью Двора Его Императорского Высочества великого князя Константина Николаевича, оставаясь членом Капитула Российских императорских и царских орденов. 
С 1851 года являлся членом аристократического Английского клуба. В 1858 году был избран почётным членом Санкт-Петербургского Филармонического общества. С 1858 по 1862 год служил в должности директора Императорских театров. В 1860 году А. И. Сабуров был удостоен ордена Святого Александра Невского. В 1865 году был произведён в чин обер-гофмейстера, состоящий в первых чинах Императорского двора Российской империи. Содержания за службу в этом чине не получал.
Сабуров являлся владельцем особняка в Санкт-Петербурге на Набережной Мойки 122, построенного архитектором Г. А. Боссе. Позже особняк был перестроен в Дворец великого князя Алексея Александровича.
Скончался в Санкт-Петербурге 15 (27) февраля 1866 года. Похоронен в Фёдоровской церкви Александро-Невской лавры.

### Во главе Императорских театров
Служба Сабурова в должности директора Императорских театров отмечена большим строительством в Петербурге. В 1859 году по проекту архитектора А. К. Кавоса было перестроено здание Михайловского театра: расширена сцена и надстроен ярус в зрительном зале, в период этой перестройки в Михайловском театре появился плафон итальянского художника Джованни Бузатто «Победа сил просвещения и наук над тёмными силами невежества», благодаря этим преобразованиям театр становился всё более популярным. В 1860 году на Карусельной (ныне Театральной) площади на месте сгоревшего Театра-цирка по проекту Кавоса был построен новый театр, в честь царствующей императрицы Марии Александровны получивший наименование Мариинского. Первый театральный сезон в Мариинском театре открылся 2 октября 1860 года представлением оперы М. И. Глинки «Жизнью за царя» под управлением главного капельмейстера Русской оперы Константина Лядова. Во время директорства Сабурова в Императорских театрах поставлены пьесы И. Е. Чернышёва «Отец семейства» и «Не в деньгах счастье», в которых играл известный артист A. Е. Мартынов, эти драмы имели успех и долго не сходили с репертуара.
В 1861 году А. И. Сабуров стал первым руководителем Императорских театров, выступившим юридическим заказчиком оперного произведения. При посредничестве Энрико Тамберлика знаменитому итальянскому композитору Джузеппе Верди был выдан заказ на создание оперы «Сила судьбы». Приглашение Джузеппе Верди в Россию и заказ на создание оперы для Императорских театров стали одним из самых смелых проектов в русской оперной культуре того времени. Впервые Дирекция Императорских театров заключила ангажемент с известнейшим европейским композитором, заказалав ему оперу и закрепила за собой право собственности на неё на территории всей Российской Империи, создав таким образом прецедент. Премьера оперы состоялась 29 октября (10 ноября) 1862 года. Резонанс общественности по факту заключения этого договора был огромным, особенно тогда, когда в печать просочились сведения о сумме вознаграждения в 60 000 франков, обещанной Дирекцией Императорских театров композитору Верди. Вместо желания вывести Мариинский на уровень ведущих европейских театров, Сабурову приписывали желание прославиться лично.

Артист императорских театров А. А. Алексеев в мемуарах высказался о Сабурове в нелестном тоне: 
«А. И. Сабуров будучи директором театров занимался привлечением иностранных артистов для итальянской оперы, практически не обращая внимание на чисто русскую драматическую сцену. С актёрами он был груб и надменен. Исключения не было ни для кого. Его олимпийское величие и неприступность, которою он окружил себя с первых же дней директорства, крайне не расположили к нему всех, причастных к театру, разве что кроме Павла Степановича Фёдорова, к которому он благоволил».

## Личность и семья
По воспоминаниям артиста Александра Никольского о Сабурове: 
Сабуров слыл оригиналом, обладал веселым характером и представлял из себя молодящегося старичка, был небольшого роста, с брюшком и в парике; на лице его красовались бакенбарды, ходил быстро, постоянно семеня ногами и говорил всегда скороговоркой...было известно что он богач, упрямый, настойчивый и страстный игрок в карты (...) Он откровенно, ни от кого не скрываясь, ухаживал не только за танцовщицами, драматическими актрисами, но даже и за воспитанницами театрального училища.
Сабуров не был женат, но имел внебрачную дочь от вдовы некоего Леона Батлера — Екатерину Дмитриевну д`Андриани (26.08.1848—23.03.1937). 9 ноября 1866 года Екатерина вышла замуж за П. П. Голенищева-Кутузова-Толстого, обер-егермейстера из нетитулованной ветви рода Толстых.

## Награды
За время службы Сабуров был удостоен шести российских и девяти иностранных наград:
Российские
- Орден Святого Владимира 4-й степени (1827)
- Орден Святого Станислава 1-й степени (1846)
- Орден Святой Анны 1-й степени с императорской короной (1850)
- Орден Святого Владимира 2-й степени (1854)
- Орден Белого орла (1856)
- Знак отличия за XL лет (1857)
- Орден Святого Александра Невского (1860)

Иностранные
- вюртембергский Орден Фридриха (1846)
- прусский Орден Красного орла 2-й степени с алмазами (1846)
- ольденбургский Орден Заслуг герцога Петра-Фридриха-Людвига
- саксонский Орден Альбрехта (1856)
- саксонский Орден Саксен-Эрнестинского дома 1-й степени (1856)
- саксонский Орден Белого сокола (1856)
- нидерландский Орден Дубовой короны (1857)
- ганноверский Королевский Гвельфский орден (1857)
- прусский Орден Красного орла со звездой (1858)